# Баррі Мерфі (плавець)
Баррі Мерфі (англ. Barry Murphy; нар. 5 жовтня 1985) — ірландський плавець.
Учасник Олімпійських Ігор 2012 року.